# Agnorisma hero
Agnorisma hero là một loài bướm đêm trong họ Noctuidae.